# Misthoorn-affaire
De Misthoorn-affaire was een serie gebeurtenissen tijdens de Tweede Wereldoorlog, die de ideologische verschillen blootlegde tussen enerzijds de sterk op de Nederlandse zelfstandigheid gerichte ideologie van de Nationaal-Socialistische Beweging (NSB) en anderzijds het streven van de Nederlandsche SS om Nederland te laten opgaan in het Duitse nationaalsocialistische Rijk. De affaire speelde zich af in augustus en september van 1942.

## De Misthoorn
De Misthoorn was een blad dat sinds 1938 verscheen. Het was wellicht het meest virulente antisemitische scheldperiodiek dat ooit in Nederland verscheen. Vóór het begin van de Tweede Wereldoorlog luidde de ondertitel Onafhankelijk en onpolitiek orgaan tot wering van den Joodschen invloed. Het op 30 november 1939 verschenen nummer werd in beslag genomen, wegens overtreding van de in het Wetboek van Strafrecht opgenomen bepaling inzake 'opruiing en belediging van het openbaar gezag, van andere openbare lichamen en van bevolkingsgroepen'. Na dit verbod was De Misthoorn enige tijd in Hamburg gedrukt. In de zomer van 1940 mocht het weer in Nederland verschijnen, met steun van de Duitse bezetter. Op 22 augustus 1940 verklaarde Fritz Schmidt, Generalkommissar zur besonderen Verwendung, dat De Misthoorn stevig gesteund en vergroot diende te worden. Schmidt hield zich bezig met alle vraagstukken betreffende de vorming van de openbare mening. Het verscheen sindsdien in een oplage van 20.000 exemplaren, maar het telde weinig abonnees. Het grootste deel van de oplage werd gratis verspreid. Tot medio 1941 ontving De Misthoorn fl. 40.000 (omgerekend naar de waarde in 2005 is dit € 236.000) aan financiële steun van Schmidt.

## Volks tegen Staats
Er bestonden, eigenlijk al sinds het verschijnen in november 1936 van het dagblad van de NSB, Het Nationale Dagblad, twee stromingen in het Nederlandse nationaalsocialistische kamp. De ene stroming (onder de leider van de NSB, Anton Mussert) wilde dat Nederland een eigen, onafhankelijke plaats zou verkrijgen in het onder leiding van nazi-Duitsland ontstane 'nieuwe Europa', terwijl de andere stroming (vanaf 1936 onder leiding van mr. Meinoud Rost van Tonningen die vanaf 1940 krachtig gesteund werd door Henk Feldmeijer, de Voorman van de Nederlandsche SS), als logisch en natuurlijk uitvloeisel van de ideologie van het Derde Rijk, een uiteindelijk opgaan van Nederland in het Groot-Germaanse Rijk bepleitte. Dat beide gedachten principieel onverzoenlijk zijn, zal duidelijk zijn. De eerstgenoemde stroming wenste de vereniging van alle Nederlandssprekende volkeren, wat in concreto neerkwam op een aansluiting van Vlaanderen bij Nederland. Het zo ontstane 'Dietschland' zou dan een krachtige staatkundige eenheid vormen. De aanhangers van de als tweede genoemde stroming waren overtuigd van de superioriteit van het Germaanse ras over alle andere rassen en dit impliceert dat zij voor het Groot-Germaanse Rijk van Hitler kiezen. Langzaam wordt de ruzie manifester tussen de twee partijen. De Misthoorn-affaire is de eerste openbare botsing tussen beide partijen.

## De botsing
De directeur-hoofdredacteur van De Misthoorn was Johan Nijsse. Hij kende twee grote vijanden: de Joden en de volgelingen van Mussert. Zijn antisemitische agitatie was de bezetter welkom, maar met zijn aanvallen op de WA die hij van drankmisbruik en zwarte handel betichtte, maakte Nijsse het zo bont dat zijn blad in juli 1942 van dr. Tobie Goedewaagen (secretaris-generaal van het nationaalsocialistische Departement van Volksvoorlichting en Kunsten) een verschijningsverbod van twee weken opgelegd kreeg. Nijsse trad toen als hoofdredacteur af. De uitgever en literator George Kettmann jr. die zich al in augustus 1932 bij de NSB aangesloten had en zelfs een aantal jaren hoofdredacteur van Volk en Vaderland, het weekblad van de Nationaal-Socialistische Beweging in Nederland geweest was — deze was sinds 7 maart 1942 ook lid van de Nederlandsche SS — werd bereid gevonden, Nijsse's plaats in te nemen.
Kettmann trok met steun niet alleen van de SS, Hanns Albin Rauter en de Germanische Leitstelle, maar ook van Seyss-Inquarts Pressechef Dittmar, op dezelfde wijze tegen de NSB van leer als Nijsse vóór hem gedaan had. Hij legde er nog een schepje bovenop toen hij eind augustus van een staflid van de Germanische Leitstelle, SS-Obersturmführer W. Hildebrand, te horen gekregen had
dat de Reichsführer-SS door de Führer gemachtigd is, heel het Westen (dus ook Nederland) politiek onder zijn hoede te nemen.
De reden voor de intensivering van de anti-NSB agitatie gaf Kettmann na de oorlog:
Ik bevond mij toen nog in het stadium te menen, dat de 'fouten' zoals ik ze de NSB zag maken, konden worden weggestreken, door de Beweging in sneller tempo te radicaliseren.
Welnu, in het nummer van 5 september 1942 verhaalde Kettmann hoe de NSB-burgemeester van Apeldoorn door de politie in het kippenhok van een Joodse relatie ontdekt was (het was de tuin geweest), toen bij deze door enkele 'foute' politie-agenten huiszoeking gedaan werd (de burgemeester was nadien ontslagen); voorts liet Kettmann op een als humoristisch bedoelde pagina 'vrijheid van beweging' eisen door 'jhr. K.A.P. van Rokkenswaay tot Billengraay' — met wie de NSB-burgemeester van Utrecht, C. van Ravenswaay, bedoeld was. Prompt royeerde Mussert Kettmann en drie van zijn medewerkers (P.E. Keuchenius, E. Locht en J. Nijsse) uit de NSB. Hildebrand en Dittmar zeiden dat Kettmann zich daar niets van moest aantrekken en twee nummers later, 19 september 1942, werd op de 'humoristische pagina' een door Hildebrand goedgekeurde 'wekelijkse aanbieding' gepubliceerd van de 'N.V. de Maliebaan' (het Utrechtse adres van het hoofdkwartier der NSB) waarin onder meer 'adjudantenjenever, zeer fijn' alsmede 'Dom Daantje's kleurkrijt' geoffreerd werden — een en ander sloeg op Musserts adjudant, jhr. Daniël de Blocq van Scheltinga.
Dit was niet alleen Mussert maar ook Seyss-Inquart te bar. En zo kwam de Misthoorn-affaire ten einde. Rauter en Hildebrand lieten De Misthoorn vallen. Kettmann verdween naar de Propaganda-Kompanie van het Nederlandsch Legioen aan het oostfront, De Misthoorn werd opgeheven en Nijsse vertrok naar Brussel waar hij mede-eigenaar was van een nachtclub. Mussert liet over deze affaire een heel dossier samenstellen, onder meer met brieven die uit Kettmanns schrijftafel gestolen waren en waaruit bleek dat deze enkele aankopen op de zwarte markt door een relatie in SS-uniform had laten vervoeren. Vermoedelijk is in opdracht van de NSB bij Kettmann ingebroken. Daarbij werden ook enkele intieme foto's van zijn vrouw Margot Warnsinck buitgemaakt.
Na de oorlog verklaarde Rauter over de Misthoorn-affaire: 'De gansche kwestie Kettmann was een intriganten-politiek van min of meer kleine mannen, die allen hun eigen voordeel zochten'. Dat de ingewikkelde problematiek inzake de machtsrelatie tussen Schmidt en Rauter iets anders lag dan Rauter zich herinnert, wordt verduidelijkt door een brief van Gottlob Berger (chef van het SS-Hauptamt te Berlijn) aan Rudolf Brandt (chef van de hoofdafdeling Persönliches Referat, een onderafdeling van de Persönliche Stab des Reichsführers-SS, Heinrich Himmler), waarin over de Misthoorn-affaire wordt gesproken:
Generalkommissar Schmidt hatte Kettmann seinerzeit zum Hauptschriftsteller seiner Zeitung 'Misthoorn' gemacht, die — entgegen dem Willen von SS-Obergruppenführer Rauter — Eindeutschungstendenzen vertrat. Wenn Kettmann über das Ziel hinausschoss, so ist lediglich Schmidt daran schuld. Als Kettmann einen zu wuchtigen Angriff gegen Mussert richtete, wollte Schmidt Kettmann ohne weiteres fallen lassen. Dagegen wandt sich die Germanische Schutzstaffel und nahm ihren Mann in Schutz.

## Nasleep
De strijd zoals die in de gelederen der Nederlandse nationaalsocialisten is gevoerd — tussen 'staats' (de NSB) en 'volks' (de SS) — kende geen winnaar. Dat komt vooral omdat de Duitse bezetter beide partijen nodig had en dus geen van beide partijen definitief heeft bevoordeeld. Later was er een schijnbare overwinning voor Mussert, toen hij Rost van Tonningen op 28 december 1944 uit zijn toenmalige functie van tweede plaatsvervangend Leider van de NSB ontsloeg. Maar toen deed het er allemaal niet meer toe.